# Absolute Dance opus 18
Absolute Dance opus 18, kompilation i serien Absolute Dance udgivet i 1997.

## Spor
1. Dario G – "Sunchyme"
2. CeCe Peniston – "Finally '97" (Classic Funk Radio Mix)
3. Antiloop – "In My Mind"
4. N-Trance feat. Rod Stewart – "Do Ya Think I'm Sexy?"
5. Encore! – "Le Disc-Jockey"
6. Dannii – "All I Wanna Do"
7. De Bos – "On The Run"
8. Sunzet – "Baby Don't Change Your Mind"
9. Adam F – "Circles" (7" Edit)
10. Tina Cousins – "Killin' Time"
11. Laguna – "Spiller From Rio (Do It Easy)"
12. Lutricia McNeal – "My Side Of Town" (My Side Of The House Mix)
13. Vincent De Moor – "Flowtation"
14. Mizz Maya – "Stay" (Statikk's Force Mix)
15. Little Jam – "Black Hill" (X-Cabs Radio Edit)
16. Dr. Alban – "Mr. DJ" (Takapi – Sash! Mix)
17. Goon – "International"
18. Haddaway – "What About Me" (Sonic Piracy Mix)
19. Sophie – "Who's That You're Talking To"